# 6825 Irvine
6825 Irvine è un asteroide della fascia principale. Scoperto nel 1988, presenta un'orbita caratterizzata da un semiasse maggiore pari a 2,1673226 UA e da un'eccentricità di 0,0145187, inclinata di 5,40684° rispetto all'eclittica.
L'asteroide è dedicato all'alpinista britannico Andrew Irvine.